# ساندرگانج
ساندرگانج (به لاتین: Sundarganj) یک منطقهٔ مسکونی در بنگلادش است که در ناحیه گایبنده واقع شده‌است. ساندرگانج ۴۲۶٫۵۲ کیلومتر مربع مساحت و ۳۶۰٬۶۷۶ نفر جمعیت دارد.